# Павлов, Георгий Васильевич (генерал-лейтенант)
Георгий Васильевич Павлов (6 мая 1927 — 7 февраля 1981) — советский военачальник, генерал-лейтенант авиации (7.05.1980), Заслуженный военный летчик СССР (1973).

## Биография
Родился в городе Днепропетровске, ныне Украина. Русский.
В ВМФ с декабря 1943 года. Служил водолазом, боцманом спасательной службы города Воткинска Удмуртской АССР.
С августа 1943 года курсант подготовительной школы лётчиков при Молотовском военно-морском авиационном-техническом училище (ВМАТУ) имени В. М. Молотова, город Молотов, ныне Пермь.
С августа 1944 года курсант-летчик 3-й школы летчиков ВВС ВМФ, село Борское Куйбышевской области.
С сентября 1945 года курсант-летчик 4-го ВМАУ авиации ВМС, город Феодосия.
С сентября 1947 года курсант-летчик ВМАУ им. С. А. Леваневского, город Николаев.
С декабря 1947 года курсант-летчик Военно-морского минно-торпедного авиационного училища (ВММТАУ), город Николаев.
Член КПСС с 1948 года.
С ноября 1949 года, по окончании училища, инструктор-лётчик 1-й авиаэскадрилии, с декабря 1950 года инструктор-лётчик 4-го учебного авиационного полка ВММТАУ.
В январе 1952 года назначен командиром звена 1885-го учебного минно-торпедного авиационного полка (МТАП).

Из служебной аттестации за 1952 год:
«Пользуется авторитетом среди товарищей. По характеру энергичен, решителен. К себе и подчиненным требователен. Летает на самолётах: ПО-2, УТ-2, А-20Ж, ИЛ-4. Имеет общий налет 635 часов, из них 18 часов ночью. Материальную часть знает и эксплуатирует её на земле и в воздухе грамотно. Техника пилотирования хорошая. Аварий и поломок не имеет. Летные качества совершенствует».
В июле 1955 года — назначен инспектором-летчиком, в январе 1958 года — инспектором-летчиком по технике пилотирования ВММТАУ, город Николаев. С мая 1959 года — заместитель командира по лётной подготовке 983-го учебного МТАП ВММТАУ, с октября 1959 года — заместитель командира по лётной подготовке 552-го МТАП 33-го учебного центра авиации ВМФ, город Николаев.
В июле 1960 года заочно окончил военно-воздушную академию.
В декабре 1960 года назначен старшим инструктором-лётчиком, с сентября 1961 года — заместитель начальника лётно-методического отдела 33-го учебного центра авиации ВМФ.
С апреля 1963 года — командир 574-го отдельного морского разведывательного авиационного полка (ОМРАП) Северного флота.
С января 1967 года — командир 3-й морской разведывательной авиационной дивизии (МРАД) Тихоокеанского флота. Депутат Приморского краевого совета (1967).
С сентября 1969 года — слушатель Военной академии Генерального штаба Вооружённых сил СССР им. К. Е. Ворошилова.
С июля 1971 года, по окончании академии, заместитель командующего авиации Черноморского флота.

Из служебной характеристики за 1971 год: «План летно-тактической подготовки по основным показателям в 1980 г. выполнен. 97 % летных экипажей подготовлено к боевым действиям в сложных метеоусловиях днем и 95 % — ночью. Вновь подготовлено на 1-й класс 34 летчика и 34 штурмана, 9 летчиков-снайперов и 8 штурманов-снайперов. Успешно выполнены задачи по освоению аэродромов стран Варшавского Договора, межфлотские манёвры полков с дозаправкой в воздухе. Значительно сокращены сроки приведения авиационных полков в различные степени боевой готовности. Товарищ Павлов принимает активное участие в организации переучивания и освоения летным составом корабельного штурмовика Як-38, разведывательного комплекса Ил-20, противолодочного комплекса Ми-14. Заслуженный военный летчик СССР. Военный летчик-снайпер. Летать любит. Техника пилотирования отличная. За время летной работы освоил 14 типов самолётов. В настоящее время летает на самолётах Ту-16 и Ан-14».
24 февраля 1972 года присвоено воинское звание генерал-майор авиации
В 1973 году присвоено звание «Заслуженный военный летчик СССР».
С марта 1980 года — заместитель командующего Черноморского флота — член Военного совета ВВС Черноморского флота.
7 мая 1980 года присвоено воинское звание генерал-лейтенант авиации
В декабре 1980 года — назначен командующим ВВС ТОФ — членом Военного совета Тихоокеанского флота.

Из служебной характеристики за 1980 год:

«За период службы зарекомендовал себя грамотным и трудолюбивым генералом. Летно-тактической подготовкой руководит правильно. Летчик-снайпер. За время летной работы летал на 14 типах самолётов. В настоящее время летает на самолётах ТУ-16 и АН −14. Общий налет 4700 часов. Летать любит. Техника пилотирования хорошая. В 1973 году присвоено звание „Заслуженный военный летчик СССР“. По характеру общителен, выдержан. К подчиненным проявляет чуткость и внимание».
Павлов являлся автором 20 научных и методических работ.
Погиб 7 февраля 1981 года в авиакатастрофе в Пушкине Ленинградской области. Похоронен на Лукьяновском военном кладбище города Киева.

## Награды
- Орден «За службу Родине в Вооруженных Силах СССР» III степени (1975)
- Медаль «За боевые заслуги»
- Другие медали.

Почетные звания
- Заслуженный военный лётчик СССР (1973)